# Yūko Fueki

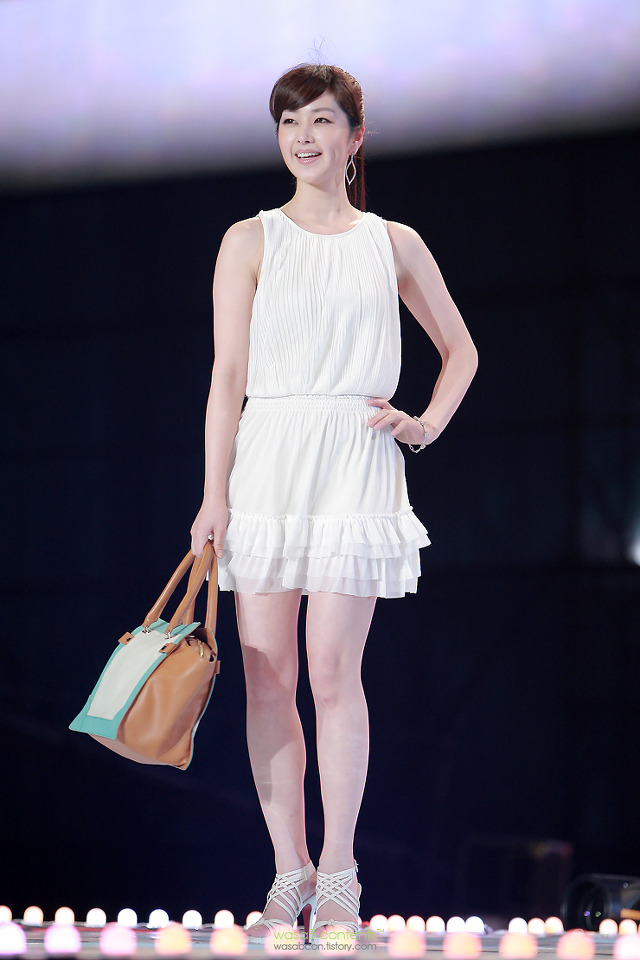
Fueki Yuko

Yūko Fueki (jap.: 笛木 優子, Fueki Yūko, * 21. Juni 1979 in Hasuda) ist eine japanische Schauspielerin. Sehr bekannt ist sie in Südkorea unter dem Namen Yoo Min (유민).
Fueki hatte ihr Debüt 2001 in dem Film Hotaru (Glühwürmchen) und im selben Jahr ihren ersten Auftritt im koreanischen Fernsehen. Fueki war Gegenstand eines Rechtsstreites zwischen der koreanischen Firma A Stars und der japanischen Talenteagentur Riku Corporation.
Ihr Film Sinseolguk verursachte eine Kontroverse wegen Nacktszenen. Zuvor hatte sie schon Nacktfotos veröffentlicht. Daraufhin versuchten so viele User auf die Filmwebsite zuzugreifen, dass der Server crashte.

## Filmografie

### Filme
- Hotaru (ホタル; 2001)
- Shin Yukiguni (新・雪国; 2001)
- Jump (ジャンプ; 2003)
- Cheung Yeon (청연; 2005)
- Sinseolguk (2005)

### Fernsehfilme
- Weather Forecaster's Lover (天気予報の恋人; Tenki Yoho no Koibito; 2000, Fuji Television)
- Female announcers (女子アナ。; Joshiana.; 2001, Fuji Television)
- Wuri's Family, aka „My Home“ (우리집; Uri Jip; 2001, MBC)
- Let's Get Married (결혼합시다; 2002, KBS)
- All In (올인; 2003, SBS)
- Good Man (좋은사람; Joh-eun Sa-ram; 2003, MBC)
- Abgujeong Jonggajip (압구정 종갓집; 2003–2004, SBS)
- Stained Glass (유리화; Yurihwa; 2004–2005, SBS)
- Bad Housewife, aka „Mr. Housewife“ oder „Bad Wife“ (불량주부; Bul-lyang Joo-boo; 2005, SBS)
- Attention Please (アテンションプリーズ; 2006, Fuji Television)